# Sous-marin à propulsion humaine

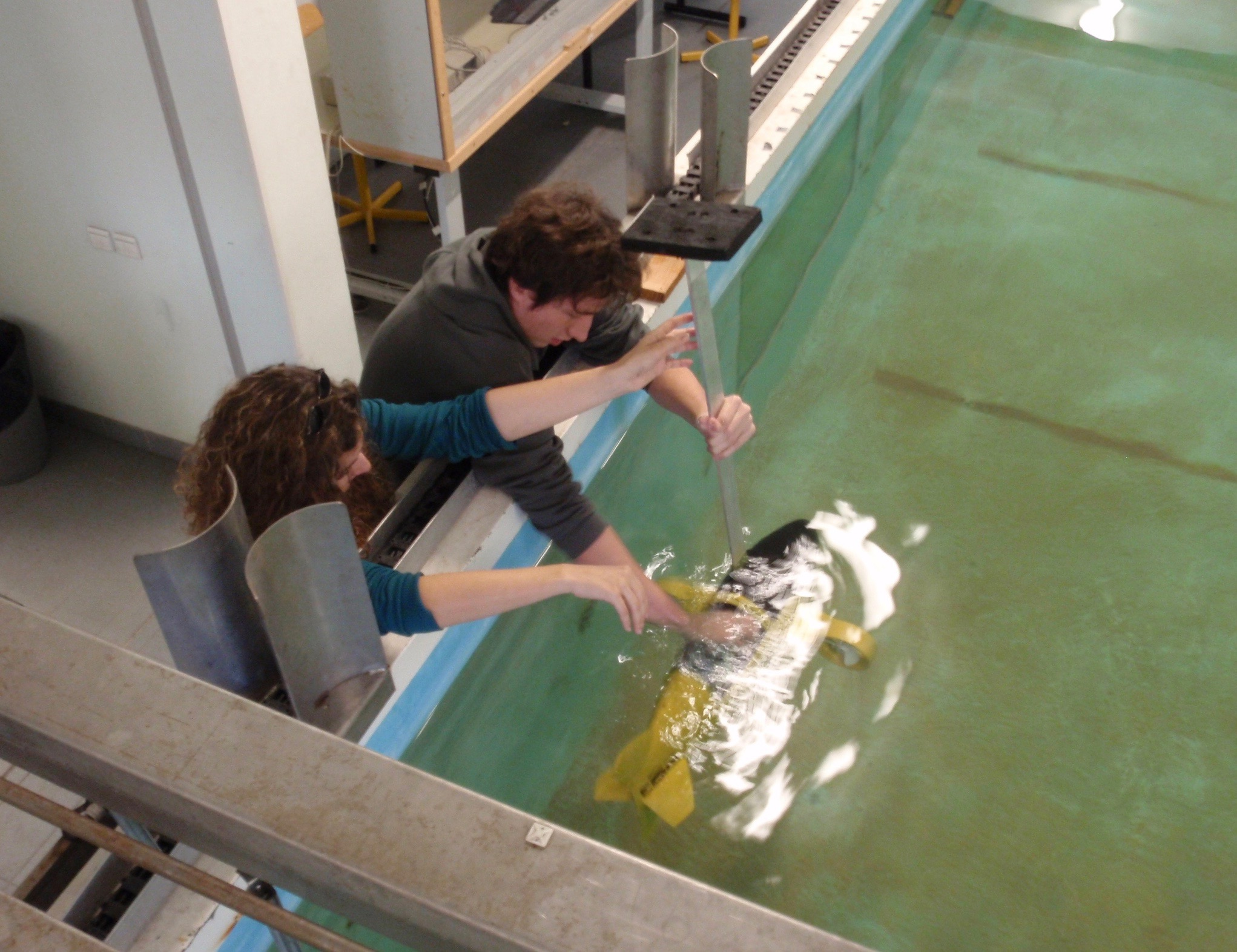
Maquette d'étude hydrodynamique du sous-marin à propulsion humaine Scubster

Un sous-marin à propulsion humaine est un véhicule de forme hydrodynamique non pressurisé utilisant uniquement comme énergie pour son déplacement la force musculaire.
Ce sont des prototypes conçus essentiellement pour des programmes de recherche universitaire portant sur la mécanique des fluides, la biomécanique, la mécanique, l'étude des propriétés des matériaux.
Les sous-marins à propulsion humaine sont conçus pour un ou plusieurs pilotes. Ils sont divisés en deux catégories : les humides et les secs. Dans un sous-marin humide, le pilote est en scaphandre autonome afin de pouvoir se libérer et poursuivre une plongée libre si nécessaire.
Il existe plusieurs types de système de propulsion, le plus commun est l'utilisation d'hélices (bi, tri ou quadripales). Quelques équipes utilisent des hélices contra-rotatives et des turbines. Les systèmes de nageoires, ou foils, sont de plus en plus utilisés comme système propulsif de par leur rendement efficace en faible puissance.

## Historique
Essentiellement destiné à des fins militaires, les premiers sous-marins conçus seront des sous-marins utilisant la propulsion humaine, au début par action sur une manivelle faisant tourner un arbre sur lequel est montée une hélice, soit par rames, et par la suite par pédalage. Il est recensé aux États-unis 9 sous-marins à manivelle entre 1775 et 1863. Article détaillé en anglais sur les sous-marins à manivelle.

## Les courses

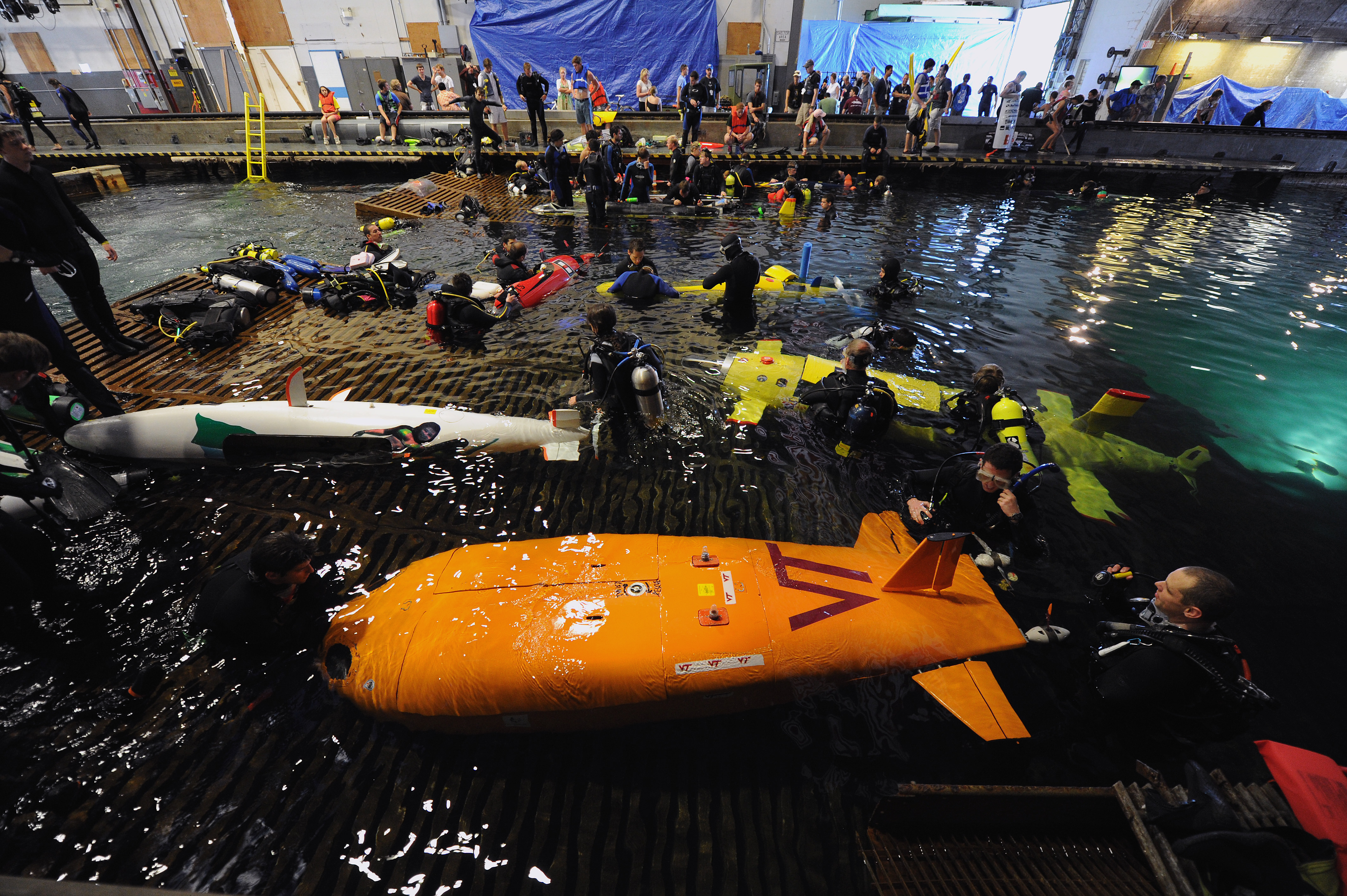
Competitors at ISR

Deux courses biennales de sous-marin sont organisées chaque année aux États-Unis et en Angleterre. Elles rassemblent essentiellement des équipes d'élèves ingénieurs représentant leur université. Cependant les courses sont ouvertes aux indépendants. Il s'agit uniquement de courses de sous-marins humides.
L'International Submarine Races se déroule au Naval Surface Warefare Center de Carderock à Bethesda, Maryland.
L'European International Submarine Races se déroule à Gosport dans le Ocean Basin de QinetiQ.
Les prix décernés sont : grand prix général, innovation, esprit d'équipe, design, composite, vitesse, maniabilité.

## Définition
Les sous-marins humides sont des engins emplis d'eau qui sont réglés pour avoir une flottabilité nulle, positive ou négative selon le besoin du pilote et le profil de plongée adopté.

## Matériaux

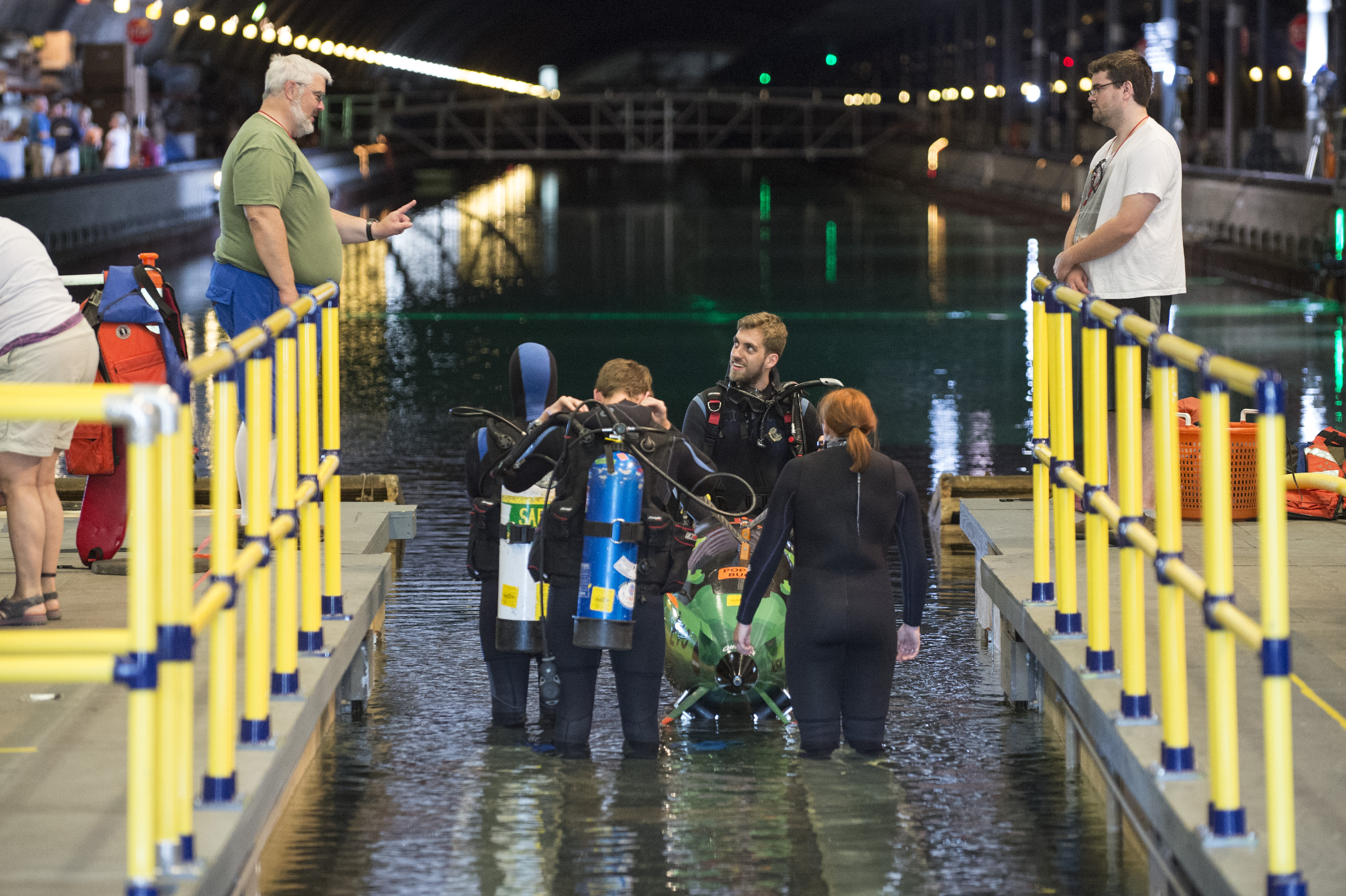
David Taylor Model Basin, Carderock, Maryland, USA

Les programmes de recherches ont souvent mis en avance les nouveaux matériaux de l'industrie navale ou aéronautique pour développer les vaisseaux. Les plus courants sont l'utilisation des fibres de verre, carbone, bambou pour la peau du sous-marin composé avec des résines polyester et plus souvent époxy. Certains vaisseaux utilisent comme matériaux d'âme le liège, le PVC réticulé ou balsa.
Le Warwick de l'équipe universitaire de Warwick sera le premier sous-marin totalement imprimé en 3D.

## Sous-marin monoplace à hélices

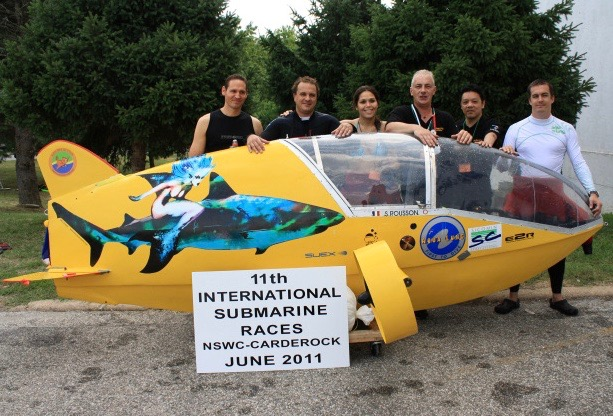
Scubster, France

- Scubster, équipe indépendante menée par Stephane Rousson, Prix Innovation ISR 2011[7]
- Sublime, Hernando County Schools, Spingstead, Florida
- Sultanah III, Sultan Qaboos University
- Archimede VIII, Polytechnique Montréal[8]
- Nautilus, Technical University of Gdansk
- The Warwick, University of Warwick[9],[10]
- Godiva 4, University of Warwick
- Nauti Buoy, University of Southampton[11]
- Tijuana Taxi, University of Veracruz, vitesse 1,91 km/h
- UoSS Orca, University of Southampton[12], participation à ISR 2015
- The Under Archeiver, Newcastle University[13]
- HPS Atlantic, Florida Atlantic University

## Sous-marin biplace à hélices
- Hullabalooga, Texas A&M University.
- Knotty Dwag, University of Washington[14]

## Sous-marin monoplace à hélices contra-rotatives
- Bluefin, University of Michigan[15]
- Menrva, Bath University[16]
- Chinook, University of Victoria and Camosun Engineering Students[17]
- Skookumchuk 4, University of British Columbia[18]
- Mayflower, University of Plymouth[19]

## Sous-marin monoplace hybride (hélice et nageoires propulsives)
- Omer 11, Ecole de technologie supérieure[20]
- Sulis, Bath University

## Sous-marin monoplace à nageoires
- Wasub VIII, Delft University of technology[21].
- Argo, Delft University of Technology[22].
- Taniwha, Auckland Bioengineering Institute[23].
- Rivershark, Rhine Waal University[24].
- Inia, Rhine Waal University[25]. Piloté par une femme.
- Vaquita, University of California San Diego

## Sous-marin biplace à nageoires
- Omer 7,École de technologie supérieure[26], record de vitesse

## Sous-marins en cours de classification
États-Unis
- FAU Boat II, Florida Atlantic University
- Mantaray, Texas A&M University
- Subsonic, Uc San Diego
- Subzero, Hernando County Schools, Spingstead, Floride[27]
- Jesse V, Old Saybrook high School, vitesse 6,06 km/h
- Trigonus, Ac Mosley High School, vitesse 2,37 km/h
- Rubber Ducky, équipe indépendante, Kids Into Discovery Science, vitesse 1,30 km/h
- Umptysquatch 8, Sussex County Technical School, New Jersey, Smooth Operator Award
- Wolverine, University of Michigan
- Phantom, Virginia Polytechnic Institute , Virginie

## Galerie de sous-marin à hélices

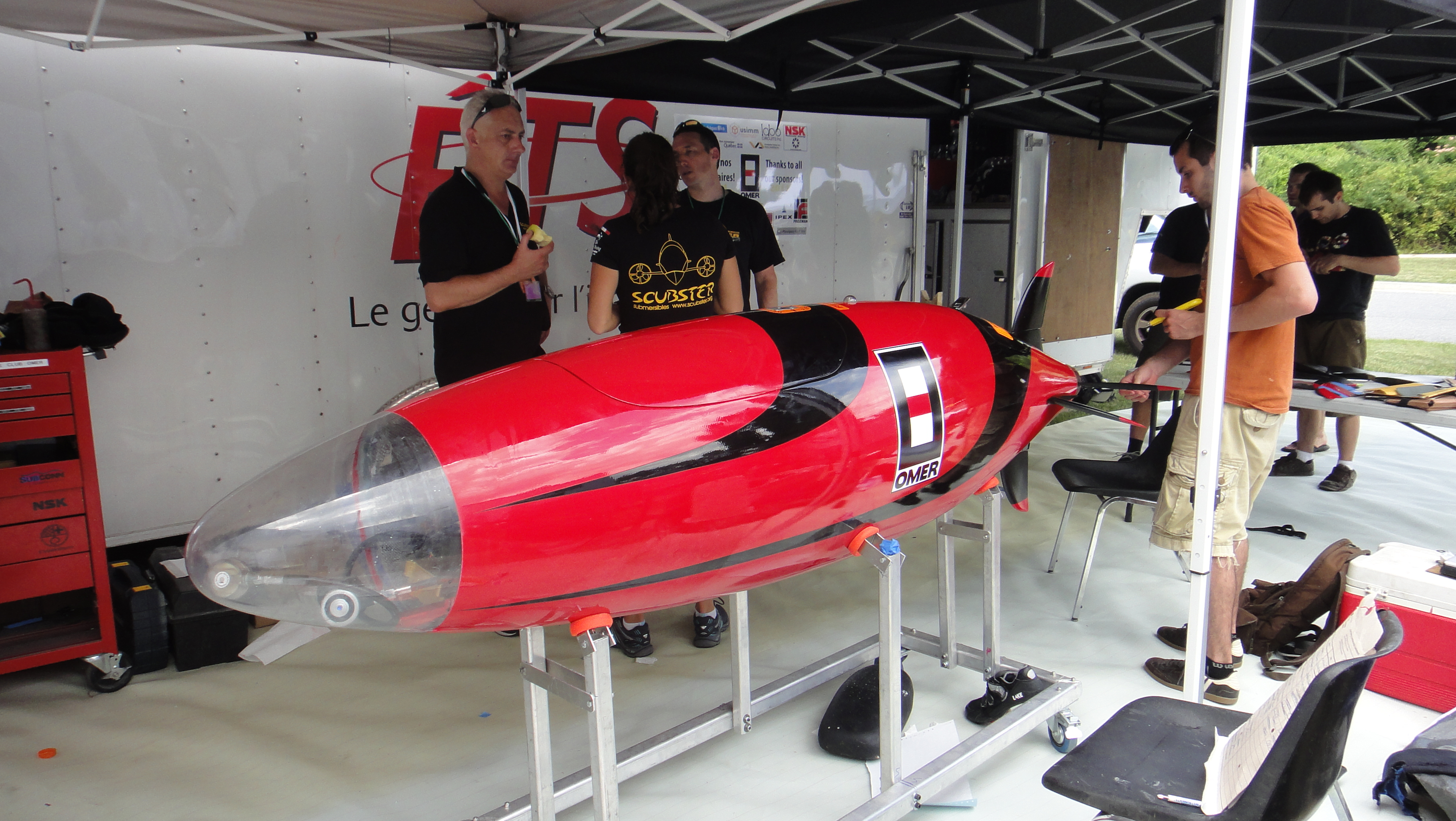
Omer 8
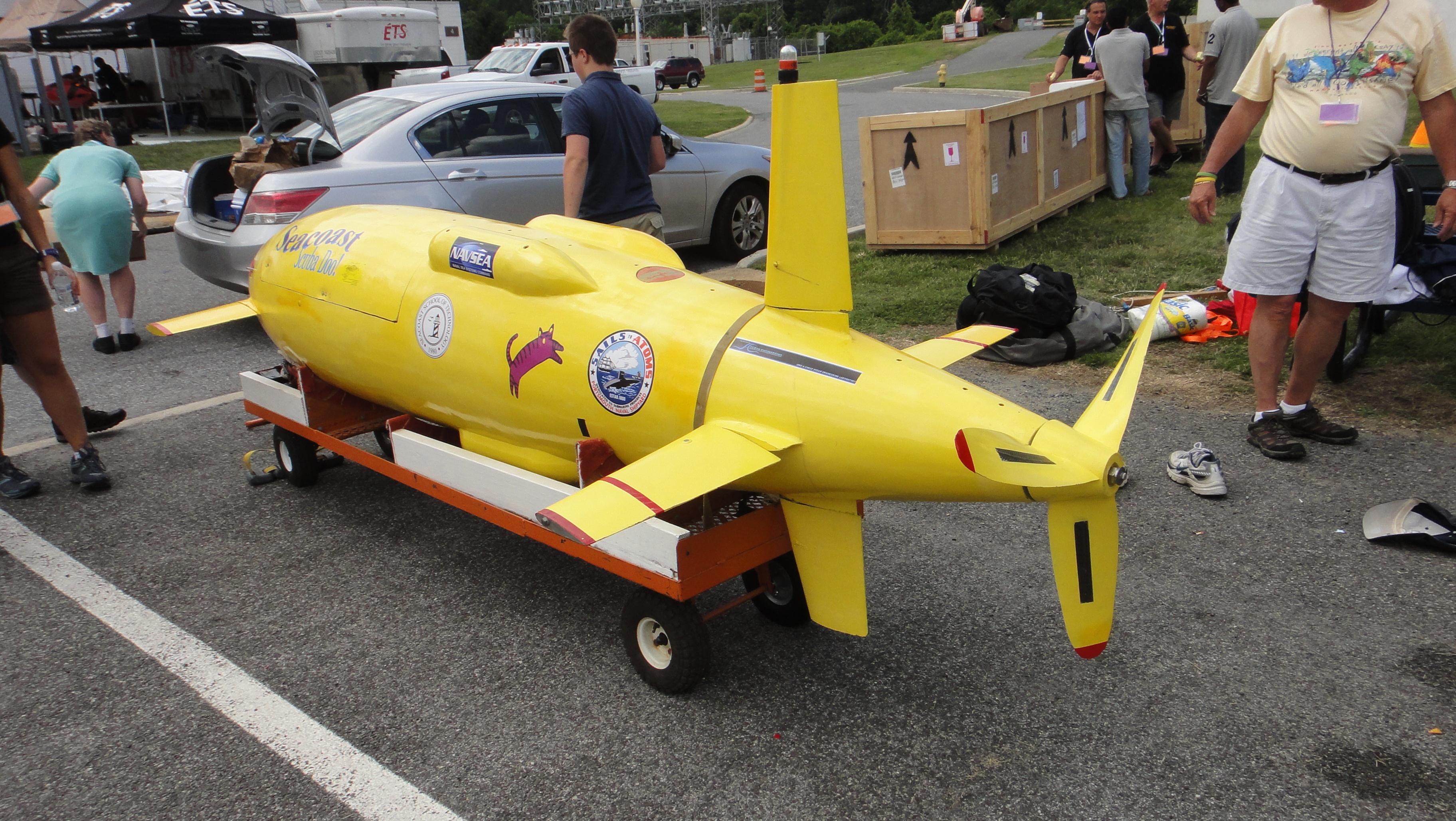
Seacost
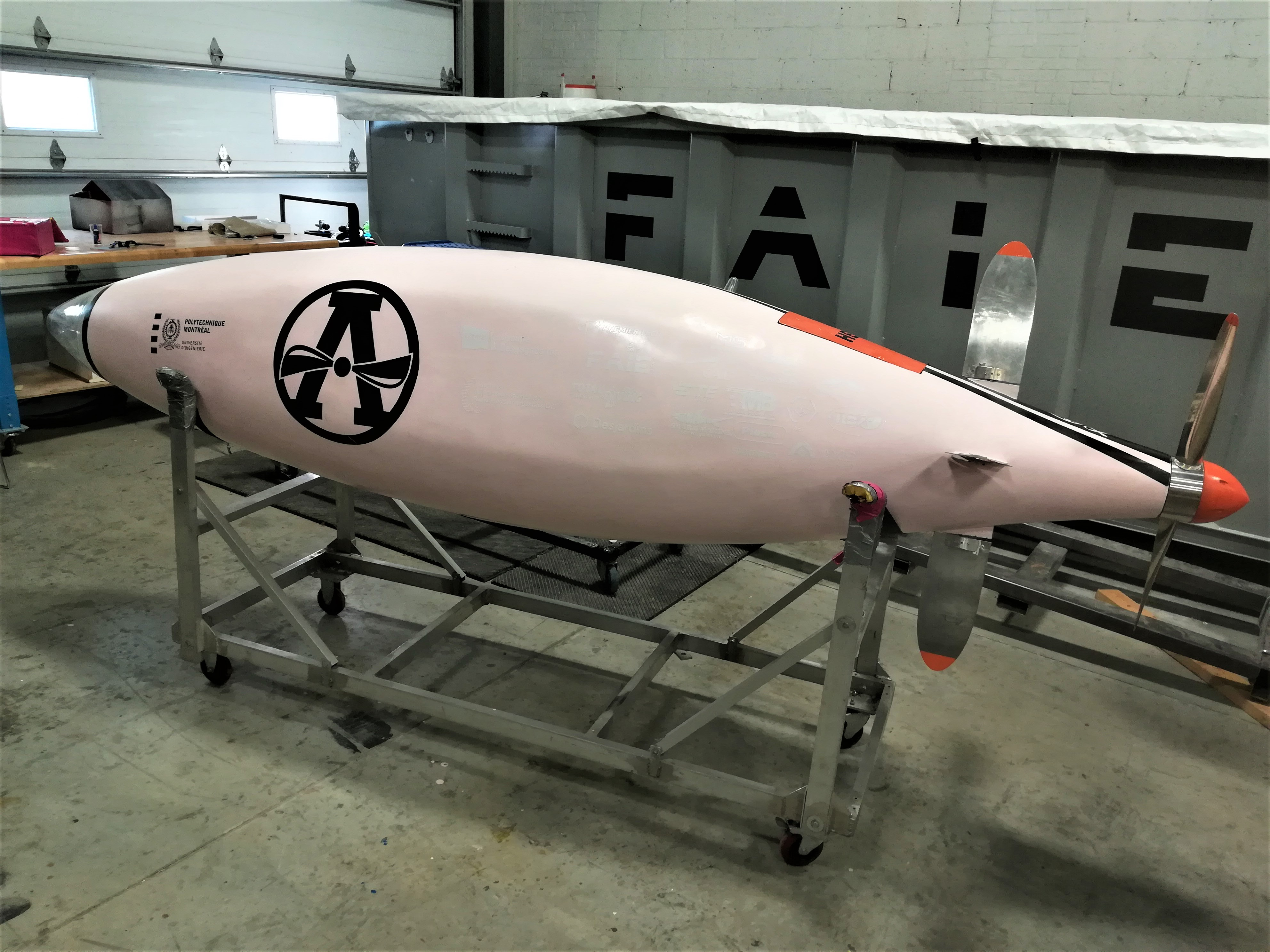
Archimède 8
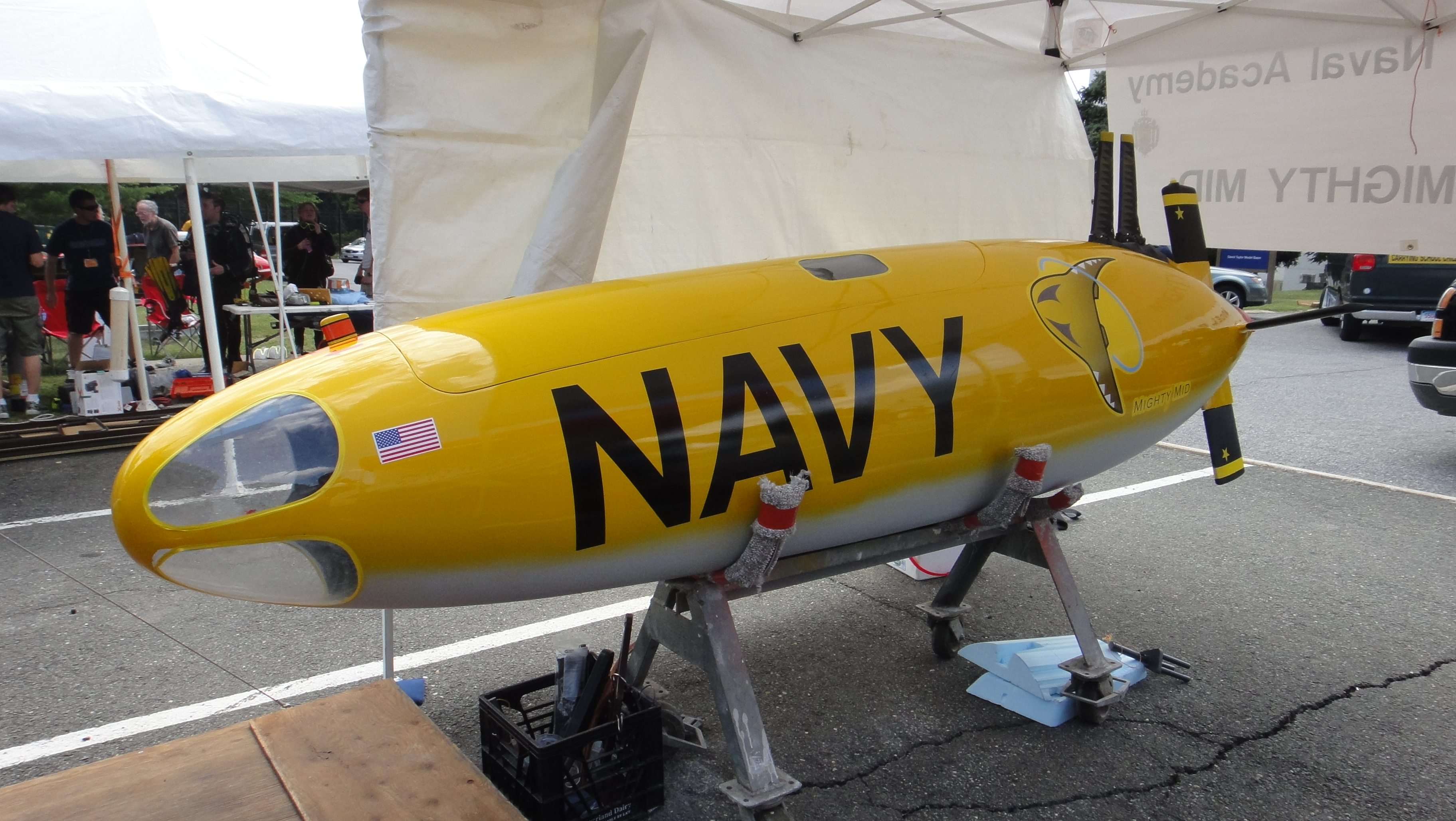
Mighty-Mid
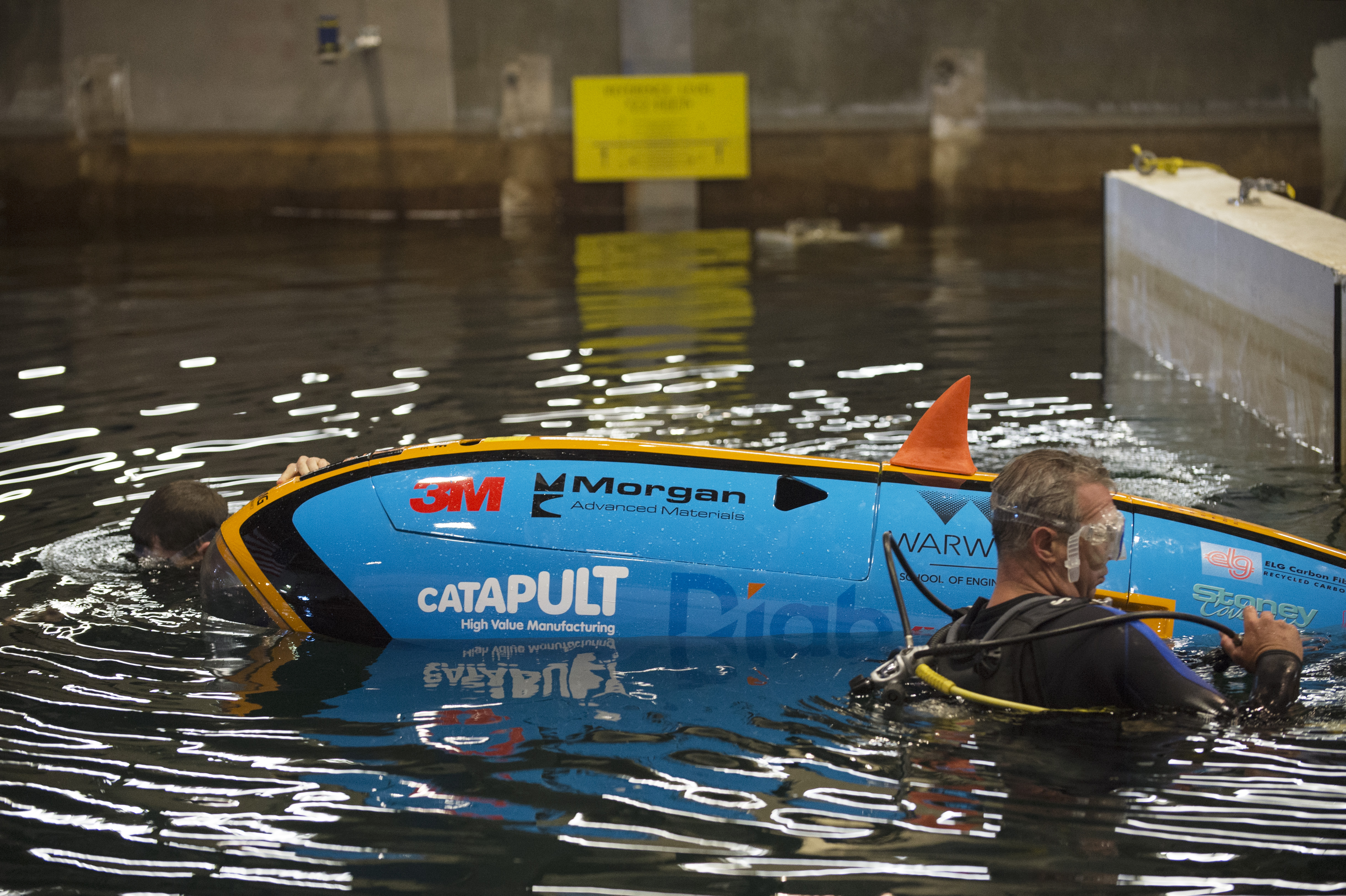
Université de Warwick
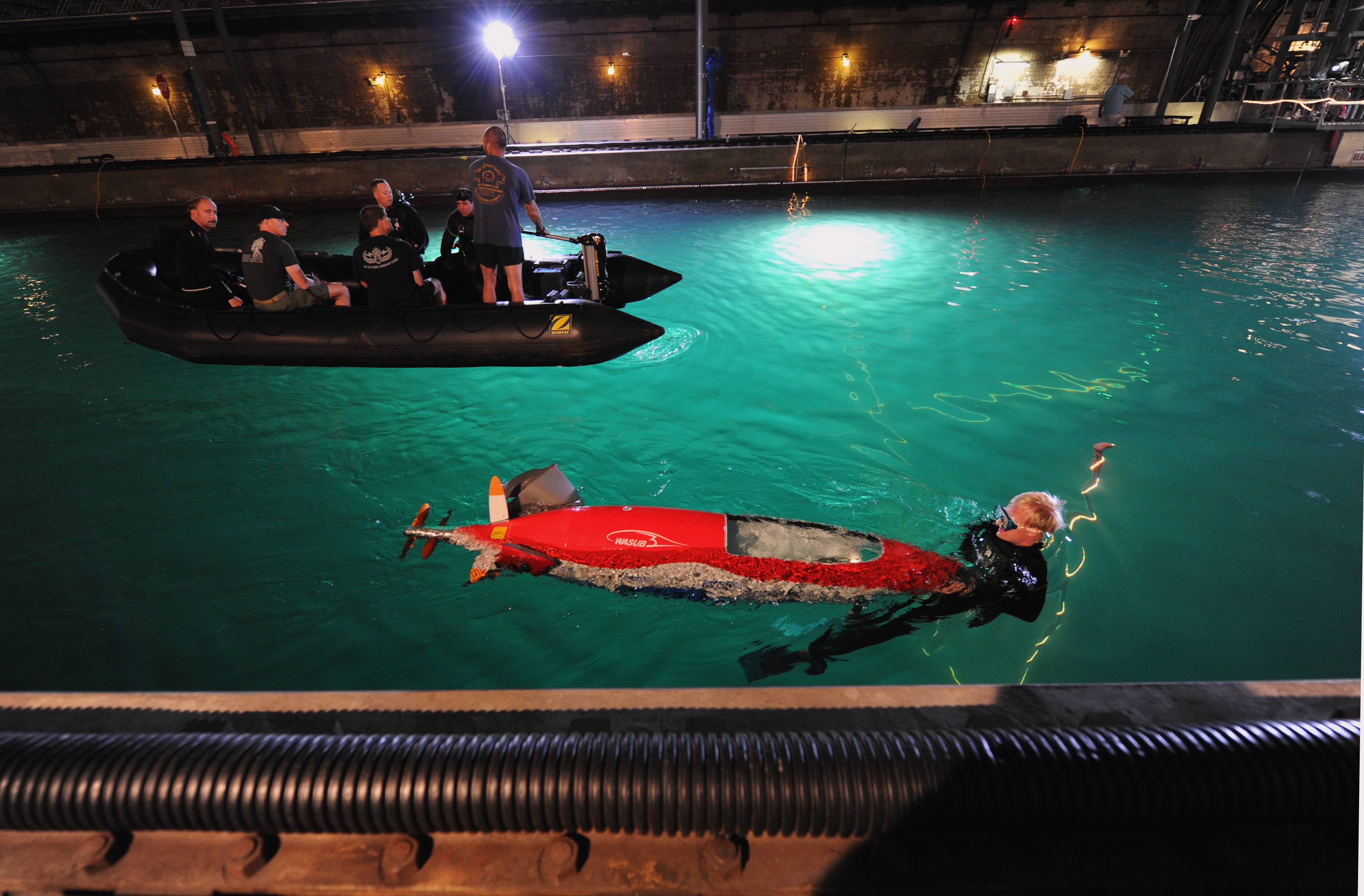
Argo
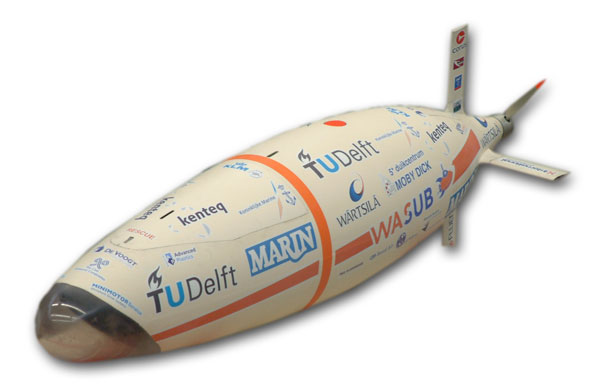
Wasub
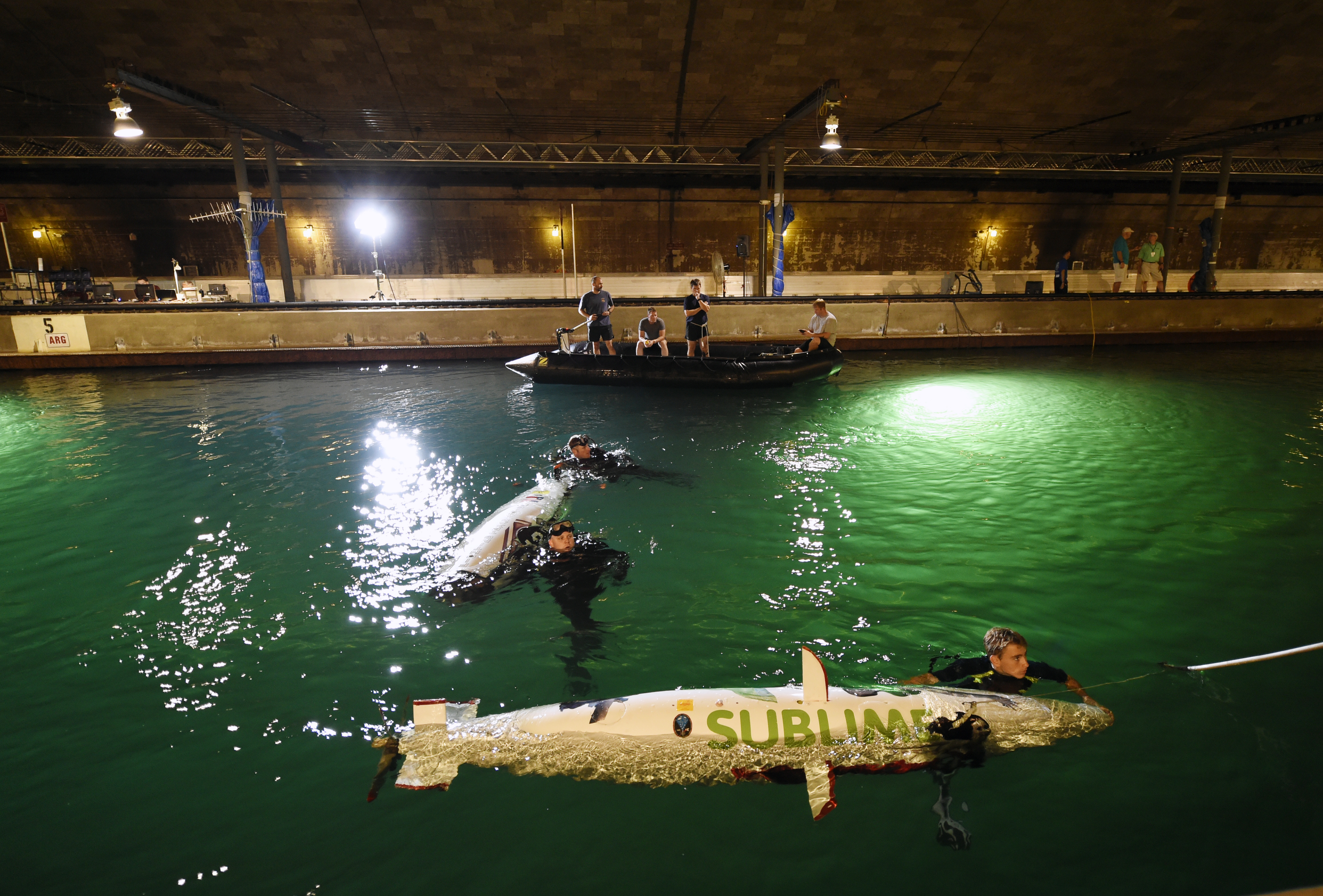
Sublime
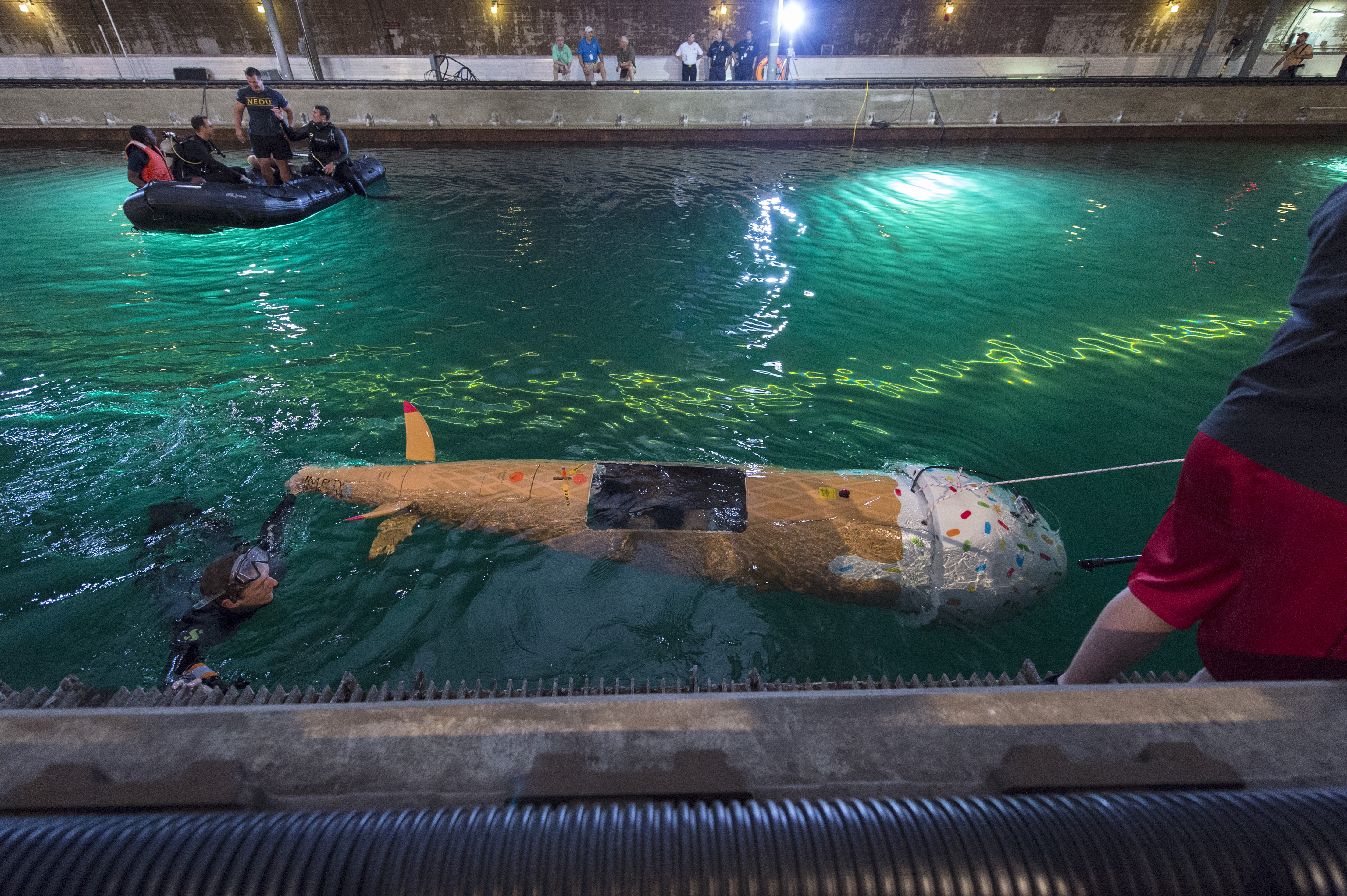
Umptysquash

## Sous-marin sec
Le premier sous-marin à propulsion humaine est le Turtle de David Bushnell datant de 1775.
Le Poisson pilote, prototype français conçu par Antoine Delafargue et Michaël de Lagarde, avait pour objectif de traverser la Manche.

## Autres projets
Le Subo de Olivier Feuillette est un kayak sous-marin à propulsion humaine utilisant une technique de nageoire.

## Voir Aussi